# Campionati africani maschili di pallacanestro Under-18
I Campionati africani maschili di pallacanestro Under-18 (in inglese FIBA AfroBasket Under-18) sono una competizione sportiva continentale a cadenza biennale organizzata dalla FIBA Africa, la federazione africana della pallacanestro.
Si tratta di un torneo tra nazionali composte di giocatori al di sotto dei 18 anni di età, ed è di solito valevole per la qualificazione ai Campionati mondiali Under-19.
Il primo campionato africano di pallacanestro Under-18 si tenne nel 1977. A partire dal 2006 il torneo si svolge ogni due anni.

## Albo d'oro
| Anno          | Nazione ospitante | Finale 1º/2º | Finale 1º/2º | Finale 1º/2º       | Finale 3º/4º | Finale 3º/4º | Finale 3º/4º |
| Anno          | Nazione ospitante | Vincitore    | punteggio    | Secondo posto      | Terzo posto  | punteggio    | Quarto posto |
| ------------- | ----------------- | ------------ | ------------ | ------------------ | ------------ | ------------ | ------------ |
| 1977 dettagli | Egitto            | Egitto       | -            | Rep. Centrafricana | Tunisia      | -            |              |
| 1980 dettagli | Angola            | Angola       | -            | Rep. Centrafricana | Nigeria      | -            |              |
| 1982 dettagli | Mozambico         | Angola       | -            | Mozambico          | Senegal      | -            |              |
| 1984 dettagli | Egitto            | Egitto       | -            | Angola             | Mozambico    | -            |              |
| 1987 dettagli | Nigeria           | Nigeria      | -            | Angola             | Guinea       | -            |              |
| 1988 dettagli | Mozambico         | Angola       | -            | Mozambico          |              |              |              |
| 1990 dettagli | Angola            | Nigeria      | -            | Angola             | Camerun      | -            |              |
| 1994 dettagli | Camerun           | Nigeria      | -            | Angola             | Guinea       | -            |              |
| 1998 dettagli | Egitto            | Nigeria      | -            | Egitto             | Angola       | -            |              |
| 2000 dettagli | Guinea            | Guinea       | -            | Angola             | Mali         | -            |              |
| 2002 dettagli | Egitto            | Nigeria      | -            | Angola             | Mali         | -            |              |
| 2006 dettagli | Sudafrica         | Nigeria      | -            | Mali               | Angola       | -            |              |
| 2008 dettagli | Egitto            | Egitto       | 85-84        | Angola             | Nigeria      | -            | Senegal      |
| 2010 dettagli | Ruanda            | Egitto       | 67-54        | Tunisia            | Mali         | 72-56        | Mozambico    |
| 2012 dettagli | Mozambico         | Senegal      | 71-62        | Costa d'Avorio     | Egitto       | 78-54        | Mali         |
| 2014 dettagli | Madagascar        | Egitto       | 80-69        | Tunisia            | Mali         | 75-65        | Angola       |

## Medagliere per nazioni
| Pos. | Paese              | Oro | Argento | Bronzo | Totale |
| ---- | ------------------ | --- | ------- | ------ | ------ |
| 1    | Nigeria            | 6   | 0       | 2      | 8      |
| 2    | Egitto             | 5   | 1       | 1      | 7      |
| 3    | Angola             | 3   | 7       | 2      | 12     |
| 4    | Guinea             | 1   | 0       | 2      | 3      |
| 5    | Senegal            | 1   | 0       | 1      | 2      |
| 6    | Mozambico          | 0   | 2       | 1      | 3      |
| 6    | Tunisia            | 0   | 2       | 1      | 3      |
| 7    | Rep. Centrafricana | 0   | 2       | 0      | 2      |
| 8    | Mali               | 0   | 1       | 4      | 5      |
| 10   | Camerun            | 0   | 0       | 1      | 1      |
| 10   | Costa d'Avorio     | 0   | 0       | 1      | 1      |